# 羅雲奎
羅 雲奎（ら うんけい、나 운규、ナ・ウンギュ、1902年10月7日または10月27日 - 1937年8月9日）は、日本統治時代の朝鮮の映画監督、俳優。

## 生涯
咸鏡北道の会寧で生まれる。本貫は羅州羅氏。朝鮮キネマ株式会社に研究生として入社し、1925年に『雲英伝』に出演して、映画界にデビューした。1926年には『アリラン』を監督して大成功し、映画界の鬼才と呼ばれた。1927年には「羅雲奎プロダクション」を作って独立し、『唖の三龍』、『愛を捜して』などの作品を製作したが、資金難から「羅雲奎プロダクション」は解散した。その後も、『主なき渡し船』に出演したりしたが、1937年に監督した『五夢女』を最後の作品として、結核で亡くなった。

## 没後
1990年、羅雲奎の号である「春史」の名を付けて「春史映画芸術賞」が創設され、2001年からは「春史羅雲奎映画芸術祭」、2006年からは「利川春史大賞映画祭」の名称で映画祭が開催されている。

## 主な作品
いずれの作品も、フィルムは現存していない。
- 雲英伝（운영전）（1925年）出演
- 沈清伝（심청전）（1925年）出演
- 長恨夢（장한몽）（1925年）出演
- 籠中鳥（농중조）（1926年）出演
- アリラン（아리랑）（1926年）監督、出演
- 風雲児（풍운아）（1926年）監督、出演
- 唖の三龍（벙어리 삼룡）（1929年）監督、出演
- 愛を捜して（사랑을 찾아서）（1929年）監督、出演
- 金剛恨（금강한）（1931年）監督、出演
- 主なき渡し船（임자없는 나룻배）（1932年）出演
- 五夢女（오몽녀）（1937年）監督